# Antonio Sánchez Moguel
Antonio Sánchez Moguel (Medina Sidonia, 1838 — Madrid, 15 de fevereiro de 1913) foi um filólogo e historiador, catedrático de literatura na Universidade de Madrid. 

## Biografia
Ocupou cargos de relevo, entre os quais o de oficial do Archivo General de Indias e do Ministerio de la Gobernación e do Ministerior de Gracia y Justicia.
Foi também catedrático de Literatura geral e espanhola na Universidad Central e decano da Faculdade de Filosofia daquela Universidade.
Foi eleito membro da Real Academia de la Historia em 29 de fevereiro de 1884, lugar de que tomou posse a 8 de dezembro de 1888. Pouco depois foi eleito Presidente da secção de Ciências Históricas do Ateneo de Madrid.
Como político, Sánchez Moguel foi senador designado pela Real Academia de la Historia durante a legislatura de 1911 a 1914. Faleceu em Madrid a 15 de fevereiro de 1913.

## Obras
Publicou diversas monografias e artigos sobre história e regionalismo. Entre as suas obras destacam-se:
- El lenguaje de Santa Teresa de Jesús. Juicio comparativo con los de San Juan de la Cruz y otros clásicos de la época
- Memoria acerca de El Mágico prodigioso de Calderon: y en especial sobre las relaciones de este drama con el Fausto, de Goethe
- Las conferencias americanistas: discurso resumen de D. Antonio Sanchez Moguel, leído el 19 de junio de 1892
- Doña Concepción Arenal en la ciencia jurídica, sociológica y en la literatura
- España y América: estudios históricas y literarios
- Alejandro Herculano de Carvalho: estudio crítico-histórico leído ante la Real Academia de la Historia en la junta pública celebrada el día 31 de mayo de 1896.